# Aéroport international de Penang
L’aéroport international de Penang (code IATA : PEN • code OACI : WMKP), avant appelé Aéroport international de Bayan Lepas, est situé à Bayan Lepas, au sud de l'île de Penang, État de Penang en Malaisie. Il se trouve à 14 kilomètres de la ville de George Town, la capitale de l'état de Penang. C'est un des plus vieux aéroport du pays: il existe depuis 1935, quand Penang était encore un établissement des détroits.
En 2013, plus de 5.48 millions de passagers sont passés par l'aéroport international de Penang. C'est le 3e plus important aéroport de Malaisie, et le second en termes de fret après Kuala Lumpur.
L'aéroport est aussi le hub de deux compagnies aériennes low-cost, à savoir Firefly et AirAsia.

## Situation
| Alor · Setar Ba'kelalan Bario Bintulu Ipoh Johor Bahru Kerteh Kota Bharu Kota · Kinabalu Kuala · Lumpur Kuala Terengganu Kuantan Kuching Kudat Labuan Lahad Datu Langkawi Lawas Limbang Long · Akah Long · Banga Long Lellang Long · Seridan Malacca Marudi Miri Mukah Mulu Pulau · Pangkor Penang Pulau Redang Sandakan Sibu Subang Tanjung · Manis Tawau |

## Fret
| Compagnies           | Destinations                                                                            |
| -------------------- | --------------------------------------------------------------------------------------- |
| Air Hong Kong        | Hong Kong, Ho Chi Minh Ville                                                            |
| Asiana Cargo         | Séoul-Incheon                                                                           |
| Cathay Pacific Cargo | Bangkok-Suvarnabhumi, Hanoi, Hong Kong, Phnom Penh (dès le 23 novembre 2014), Singapour |
| China Airlines Cargo | Ho Chi Minh Ville, Manille, Taipei-Taoyuan                                              |
| EVA Air Cargo        | Hong Kong, Singapour, Taipei-Taoyuan                                                    |
| FedEx Express        | Canton                                                                                  |
| Korean Air Cargo     | Jakarta-Soekarno Hatta, Manille, Séoul-Incheon                                          |
| MASkargo             | Kuala Lumpur, Shanghai-Pudong, Tokyo-Narita                                             |

## Statistiques
Pour des raisons techniques, il est temporairement impossible d'afficher le graphique qui aurait dû être présenté ici.

Voir la requête brute et les sources sur Wikidata.